# 蓝鲸
藍鯨（學名：Balaenoptera musculus）是屬於须鲸小目的海洋哺乳動物，也是地球史上已知最大的動物，文獻紀錄中的最大长度為29.9米，体重达199吨。藍鯨的身軀瘦長，呈流线型，背部青灰色，下身颜色比較淡。目前已知藍鯨至少有四個亞種：生活在北大西洋和北太平洋的北方蓝鲸（B. m. musculus）；棲息在南冰洋的南极蓝鲸（B. m. intermedia）；棲息在印度洋和南太平洋的侏儒藍鯨（B. m. brevicauda）；印度洋的北印度洋蓝鲸（B. m. indica）。在智利附近水域或许还存在第五个亚种。
一般而言，蓝鲸群体会在夏季前往极地附近的捕食点，冬季则返回热带附近的繁殖点。也有证据显示存在全年的定居，以及部分或基于年龄或性别的迁徙。與其他鬚鯨一樣，藍鯨采取滤食捕食方式，主要以磷蝦為食。它们一般单独行动，或组成小团体，除母亲与幼崽外无其它明确的社会关系结构。蓝鲸叫声基本频率在8到25赫兹之间，取决于地区、季节、行为、早晚差异，叫声或有不同。虎鲸是其唯一自然捕食者。
直到20世紀初，地球上幾乎每片海域中藍鯨的數量都相當多。而后捕鯨者的獵殺使牠們幾乎滅絕，直到国际捕鲸委员会在1966年開始保育藍鯨後，它们的數量才逐漸回升。2018年，國際自然保護聯盟将蓝鲸列为濒危物种。如今，蓝鲸仍面临许多人类带来的威胁，例如船舶撞击、环境污染、海洋声音污染、气候变化等。

## 分類和演化

### 命名
蓝鲸的属名 Balaenoptera 意为须鲸，種小名 musculus 來自於拉丁語，有“強健”的意思，但也可以譯為“小老鼠”。卡尔·林奈在1758年出版的《自然系統》發表該物種時，可能刻意用了這個帶有諷刺意味的雙關語。关于蓝鲸最早发表的描述来自罗伯特·西巴德的《Phalainologia Nova》，其源于西巴德于1692年在苏格兰福斯湾观察到的鲸鱼群。“蓝鲸”譯自其英語名稱“blue whale”，語源為挪威语“blåhval”，由改良了捕鲸炮的斯文·福因恩创造。1874年，挪威科学家耶奥格·萨尔斯采用这个名称为其俗名。
其他常見的名稱還有西巴德鯨、塞巴氏须鲸，来自蓝鲸的最初描述者罗伯特·西巴德。赫尔曼·梅尔维尔在其小说《白鯨記》中稱蓝鲸為硫磺底（英語：sulphur-bottom），因為矽藻附著在藍鯨的皮膚上，使得牠們的下側呈現橘棕色或淡黃色，因此其也称为磺底鲸。此外还有大藍鯨（英語：great blue whale）、大北鬚鯨、巨北须鲸（英語：great northern rorqual）等名称，不過近幾十年來這些名稱漸漸被人們所遺忘。

### 分类
雖然藍鯨通常被歸類在鬚鯨屬，但也有學者將牠歸類在單型屬——藍鯨屬（Sibbaldus）中，不过這種分類方法並沒有被其他學者接受。至少发现有四个蓝鲸亚种，其中有些还被进一步分为族群集团或“管理单元（英語：management units）”。
蓝鲸的四个亚种分别为：
- 北方蓝鲸（B. m. musculus）

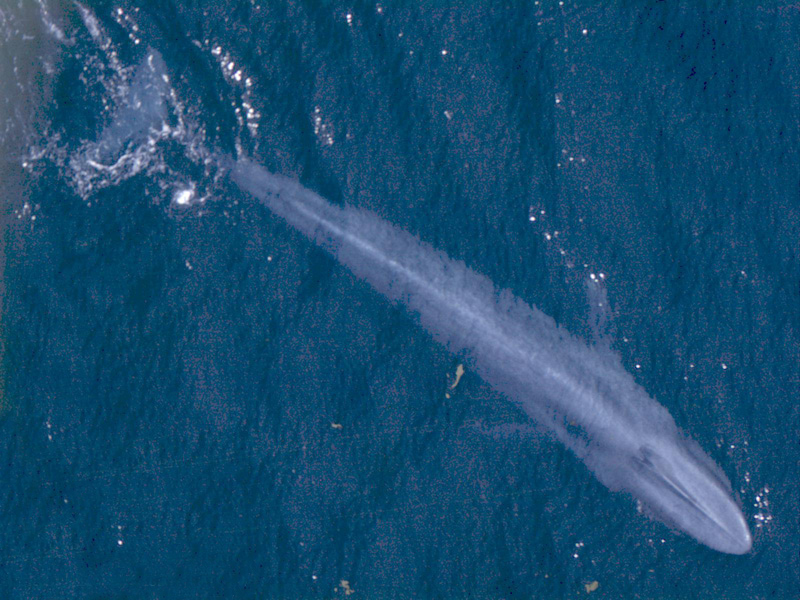
成年蓝鲸航拍图

  - 北大西洋族群 - 该族群主要活动于新英格兰至加拿大东海岸和格陵兰岛，尤其是夏天的圣劳伦斯湾，有些成员全年都在此活动。它们也在冰岛附近聚集，挪威海亦有它们的身影。有记录它们向西印度群岛、亚速尔群岛和非洲西北部海域迁徙。[14]
  - 东北太平洋族群 - 夏天时这个区域的蓝鲸主要在加利福尼亚州附近海域捕食，秋天前往奧勒岡和华盛顿州附近海域，然后在晚些时候继续前往阿拉斯加洋流和阿留申群島附近。冬天至春天，蓝鲸往南迁徙至墨西哥附近，主要集中在加利福尼亚湾和哥斯达黎加热盖（英语：Costa Rica Thermal Dome），它们也在此繁殖。[14]
  - 中西太平洋族群 - 记录显示，该族群夏天活动于堪察加半島，有些成员会在此持续活动整年。冬天时他们可能会前往夏威夷海域，也有部分在秋冬时期出现在阿拉斯加湾。[14]
- 北印度洋蓝鲸（B. m. indica）：该亚种全年都在印度洋西北部活动，不过也有些成员会在夏秋之间前往克罗泽群岛附近。[14]
- 侏儒藍鯨（B. m. brevicauda）
  - 马达加斯加族群：该族群在北部的塞舌尔与阿米兰特群岛之间，以及南部的克罗泽群岛和爱德华王子群岛之间迁徙，在此期间它们需要穿越莫桑比克海峡。
  - 澳大利亚與印度尼西亚族群：该区域的蓝鲸在冬天时出现于印度尼西亚海域，夏天迁徙至澳大利亚西海岸的捕食点，主要集中在珀斯峡谷（英语：Perth Canyon）附近海域以及大澳洲灣和巴斯海峡延伸出的区域。[14]
  - 东澳大利亚與新西兰族群：该族群冬天活动于塔斯曼海和勞海盆（英语：Lau Basin），在南塔拉纳基湾（英语：South Taranaki Bight）和新西兰北岛附近捕食。在新西兰附近海域全年都可观测到蓝鲸。[14]
- 南极蓝鲸（B. m. intermedia）：该亚种主要在南极洲附近海域活动。最远在热带太平洋东部、印度洋中部、澳大利亚西南部、新西兰北部海域记录到它们的身影。[14]

智利附近海域的蓝鲸族群有独特的叫声，并且因为地理分隔导致的遗传分离，它们或许可被归为新的亚种。智利蓝鲸在东热带太平洋可能与南极亚种和东北大西洋族群有交集。智利蓝鲸与南极亚种基因不同，因此不太可能杂交。但它们与东北大西洋族群遗传差异较小，可能存在基因流动。

### 演化
藍鯨属于鬚鯨科，這個科的成員還包括座头鲸、塞鯨、布氏鯨與小鬚鯨。根据2018年的一项分析，须鲸科大约在1048到498万年前的中新世与其它亲缘物种分离。最早的解剖学现代蓝鲸化石发现于意大利南部，年代约在距今150-250万年的更新世早期。澳大利亚侏儒鲸在末次冰盛期分离，较短的分离时间导致它们的遗传多样性相对较低，新西兰蓝鲸的遗传多样性则更低。
对蓝鲸的全基因测序表明，蓝鲸与塞鲸的亲缘最近，与灰鲸为姐妹群。研究还发现在小须鲸与蓝鲸、塞鲸祖先之间存在基因流动。蓝鲸也表现出很高的遗传多样性。

#### 杂交
已知蓝鲸会与長鬚鯨杂交。最早有记录的蓝鲸与长须鲸的杂交后代是一体长20米的雌性个体，它同时具备蓝鲸和长须鲸的特征，生活在太平洋北部。1984年在西班牙西北海域捕获的一头鲸鱼被发现其父母分别为长须鲸和蓝鲸。
记录有两头长须鲸-蓝鲸杂交后代生活在加拿大圣劳伦斯湾和葡萄牙亚速尔群岛。.冰岛捕鲸公司Hvalur hf在2018年捕杀了一头杂交鲸鱼，DNA测试显示其父亲为长须鲸，母亲为蓝鲸。不过该结果还有待复核，因为国际捕鲸委员会将蓝鲸认定为“保护物种”，捕杀属于必须上报的违规行为，交易它们的肉是非法的。在日本鲸肉市场中也有检测到长须鲸-蓝鲸杂交种。这种杂交物种是可育的。对1986年一头怀孕鲸鱼的分子检测发现，它的母亲是蓝鲸，父亲是长须鲸，它肚中胎儿的父亲是蓝鲸。
根据海洋生物学家迈克尔·普尔的记录，在南太平洋存在有座头鲸-蓝鲸杂交种。

## 数量与分布

### 数量

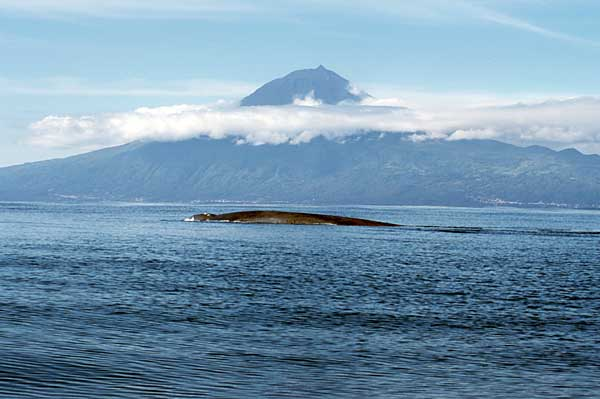
出現在亞速群島附近的藍鯨

自1966年禁止捕杀蓝鲸以来，它们的种群数量趋于稳定并有所上升。根据自苏联停止捕杀蓝鲸后的数据，南极海域的蓝鲸数量平均每年增长7.3%，但其总数仍低于捕鲸活动前的1%。有研究指出冰岛和加利福尼亚州附近的蓝鲸数量也有增长，但该数据没有统计学意义。根据2018的年估算，全球大约有5,000–15,000头成年蓝鲸，总数大约在10,000-25,000头。相比之下，1926年全球大约有140,000头成年蓝鲸。估计如今有约1,000-3,000头蓝鲸生活在北大西洋，3,000-5,000头生活在北太平洋，5,000-8,000生活在南大洋。在南太平洋东部或许还生活有1,000–3,000头蓝鲸和2,000-5,000头侏儒蓝鲸。自1939年起，蓝鲸在南半球受到保护。1959年，根据《国际捕鲸管制公约》，生活在北大西洋的蓝鲸受到保护。1965年，公约保护范围扩展至南大洋，1966年扩展至北太平洋。冰岛直到1960年才承认公约在北大西洋对蓝鲸的保护。在美国，蓝鲸受《1973年濒危物种法案》保护。
杜克大学海洋哺乳动物研究者开发维护了BIS-SEAMAP系统（海洋生物地理信息系统 - 巨型脊椎动物族群的空间生态分析），可用以更加精确的检测蓝鲸族群数量。该系统通过对130个来源的收集整理，构建出海洋哺乳动物的活动踪迹。

### 分布
蓝鲸在全球都有分布，但很少出现在北冰洋、地中海、鄂霍次克海、白令海。不同亚种（或其下的族群）生活在不同海域，具体参见§ 分类章节。中国附近海域也有蓝鲸出没，2017年在北海市近涠洲岛海域观察到了蓝鲸活动。
最大的蓝鲸集团是位于北太平洋的北方蓝鲸，数量达到了2,000头。它们的分布范围从阿拉斯加至哥斯达黎加，夏天时大多活动于加利福尼亚海域。该群体成员偶尔会走失至太平洋西北部，在堪察加半岛和日本北部海域有观察到少量个体。
大西洋北部也生活有两个北方蓝鲸群体。其一活动于格陵兰、纽芬兰岛、加拿大新斯科舍省、圣劳伦斯湾海域，该群体大约有500个成员。另一群体在春季时活动于亚速尔群岛，六月至八月迁往冰岛，通常认为蓝鲸在这两个火山岛屿间是沿大西洋洋中脊为路线迁徙的。除冰岛外，蓝鲸偶尔也在斯瓦尔巴群岛和扬马延岛被观察到，但这种情况十分罕见。科学家仍不知道它们在哪过冬。生活在北大西洋的蓝鲸总数大约600-1500头。
在南半球生活有两个蓝鲸亚种：南极海域的南极蓝鲸和印度洋的侏儒蓝鲸。南极海域蓝鲸数量约1,100-1,700头。侏儒蓝鲸的数量仍未确定。根据1996年的估算，在马达加斯加南部一小块海域中有424-472头侏儒蓝鲸，这表明该亚种数目达数千头。假如此估算正确，那么在全球范围内侏儒蓝鲸的数量可能比人们预想的要多。
另一蓝鲸亚种北印度洋蓝鲸是由爱德华·布莱思在1859年于印度洋北部描述的，但该亚种与侏儒蓝鲸的差异不明显，导致两者常被归为一类。苏联对其叫声的录音显示该亚种雌性个体的体型或与侏儒蓝鲸相当。不过北印度洋蓝鲸和侏儒蓝鲸的繁殖期相差六个月。
这些族群的迁徙习性未有明确了解。夏季有在印度洋（阿曼、斯里兰卡、马尔代夫）观测到侏儒蓝鲸的活动，在此它们可以形成一个独立群体。此外，在智利与秘鲁海域也有独立的蓝鲸群。有些南极蓝鲸会在冬天前往大西洋东南部，而其叫声偶尔也在秘鲁、澳洲西部海域以及印度洋北部被监测到。最近在智利南部奇洛埃岛的科尔科瓦多湾发现了一个蓝鲸食物聚集区。自那时起，鲸豚保育中心与智利海军合作开展了蓝鲸的研究与保育项目。

## 特徵

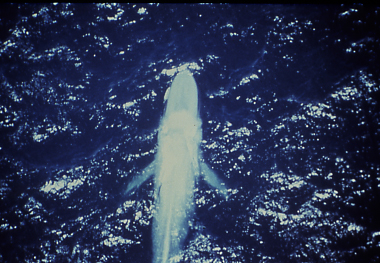
從空中俯瞰一隻蓝鲸，可以見到兩邊的胸鳍

蓝鲸的身体呈流线型，头部类似宽阔的U字形；鳍肢窄长；背鳍小，约33厘米，呈镰刀形，靠近尾部；巨大的尾鳍在鲸尾末端。蓝鲸上颚排列有70-395个鯨鬚板，喉咙区域有60-88个凹槽，允许进食时皮肤的扩张。它有两个喷气孔，並受到一個巨大「防護罩」的保護，喷出的水柱可达9.1-12.2米。皮肤为斑驳的灰白色调，在水下时呈蓝色。不同个体在靠近背鰭处的斑纹样式不同。肚子下方的皮肤颜色较浅，可能因矽藻附著而呈黄色，因此过去也有人称蓝鲸为“硫磺底”。蓝鲸有所有动物中最大的阴茎，长度可达3米，直径30厘米。
藍鯨的鰭肢長3－4公尺。胸鰭的上方呈灰色，並有狹窄的白色邊緣，而下方則是全白的。牠們的頭部和尾鰭一般為灰色。藍鯨背部通常是雜色的，有時胸鰭也是這個顏色。斑紋變化的程度則因個體而有所不同。有些個體可能全身都是灰色的，但是其他的個體則是深藍，灰色和黑色互相混合在一起。

### 體型

蓝鲸与人类体型对比

#### 体长
藍鯨是地球上出現過體型最大的動物。最大的藍鯨的數據尚未完全確定。大部分資料來自20世紀上半葉，人類在南極海域捕殺的藍鯨，不過這些資料的来源是不精通标准动物测量方法的捕鲸人。国际捕鲸委员会的数据库中有88头体长超过30米的蓝鲸，其中体型最大的两只雌性蓝鲸超过33米，分別為33.6米和33.3米。不过部分测量方法有不准确之处，体长超过30.5米的记录仍有争论。弗兰克群岛的发现委员会曾报告有体长达到31米的蓝鲸。有科学证明的最大蓝鲸体长为29.9米，数据来自美國國家海洋哺乳動物實驗室，测量范围从蓝鲸吻突尖端至尾巴缺口处。通常雌性蓝鲸体型大于雄性，不同于雄性大于雌性的齿鲸。流体力学模型指出，鉴于代谢与能量限制，蓝鲸的体长不会超过33米。相比之下，目前已知最大的恐龍是生活在中生代的阿根廷龍，估計重達90噸；此外，已知材料不完整的巨體龍可能重達185-250噸，超過最大的藍鯨的180噸，但這個估計值僅是當地博主的估計，可信度不高，而且這也超過生物物理学定律，即腿骨最大支撐重量及神經綫傳導速度，前者即這恐龍的腿比身体還粗才行，后者代表恐龍後腿出問題也要5秒才有反應。
蓝鲸北方亚种东北太平洋族群的成年雌性平均体长22米，中西太平洋族群24米，北大西洋族群21-24米，南极亚种25.4-26.3米，智利亚种23.5米，侏儒蓝鲸21.3米。

#### 体重
因為藍鯨的體積太過巨大，过去很難測量牠們的體重。許多捕鯨人所獵殺的藍鯨並沒有完全測量過重量，因為他們首先會將鯨魚切成容易處理的大小，這導致藍鯨的總重量被低估，因為牠們的血液與體液都流失掉了。儘管如此，仍然有重150至180噸，長27米的藍鯨被紀錄。一隻長30米的個體被美國國家海洋哺乳類研究室認為其重量超過了180噸。直到目前為止，國家海洋哺乳類研究室的科學家精確測量過最巨大的藍鯨是一隻重177噸的雌鯨。
生活在北半球的雄性蓝鲸平均体重100吨，雌性112吨。东北太平洋族群雄性蓝鲸平均体重88.5吨，雌性100吨。大西洋族群雄性蓝鲸平均体重112吨，雌性130吨。侏儒蓝鲸雄性平均体重83.5吨-99吨。有记录体重最重的蓝鲸超过173吨，估计达199吨。
藍鯨的舌頭大約重2.7噸，當它全部伸展開來時可以攫取90噸重的食物與海水。即使擁有這樣巨大的嘴，藍鯨的喉嚨仍然無法吞下沙灘球那樣寬的物體。牠們的心臟有汽车大小，北大西洋蓝鲸族群的心脏平均重180千克，是已知的生物中最巨大的。藍鯨的主動脈約23厘米寬。在出生後的7個月內，幼鯨每天要喝400公升母乳。幼鯨的生長速度很快，體重每24小時增加90公斤。即使才剛出生，幼鯨的體重就能達到2,700公斤——相當於一头成年河馬的體重。

### 寿命
蓝鲸的寿命大约在80-90年，但是由於個體的記錄無法回溯至捕鯨時代，所以要得知藍鯨的確切壽命還要經過很多年。科学家通常根据蓝鲸的耳垢或耳塞估算它们的年龄。每年因捕食或迁徙时的禁食，蓝鲸积累的耳垢颜色深浅不同，科学家可根据这些颜色差别判断其年龄。侏儒蓝鲸的最大年龄估计为73年。此外，雌性蓝鲸每次排卵都会在卵巢上留下疤痕或黄体，这也可作为估算年龄的依据。雌性蓝鲸的黄体形成周期约为2.6年。

## 习性

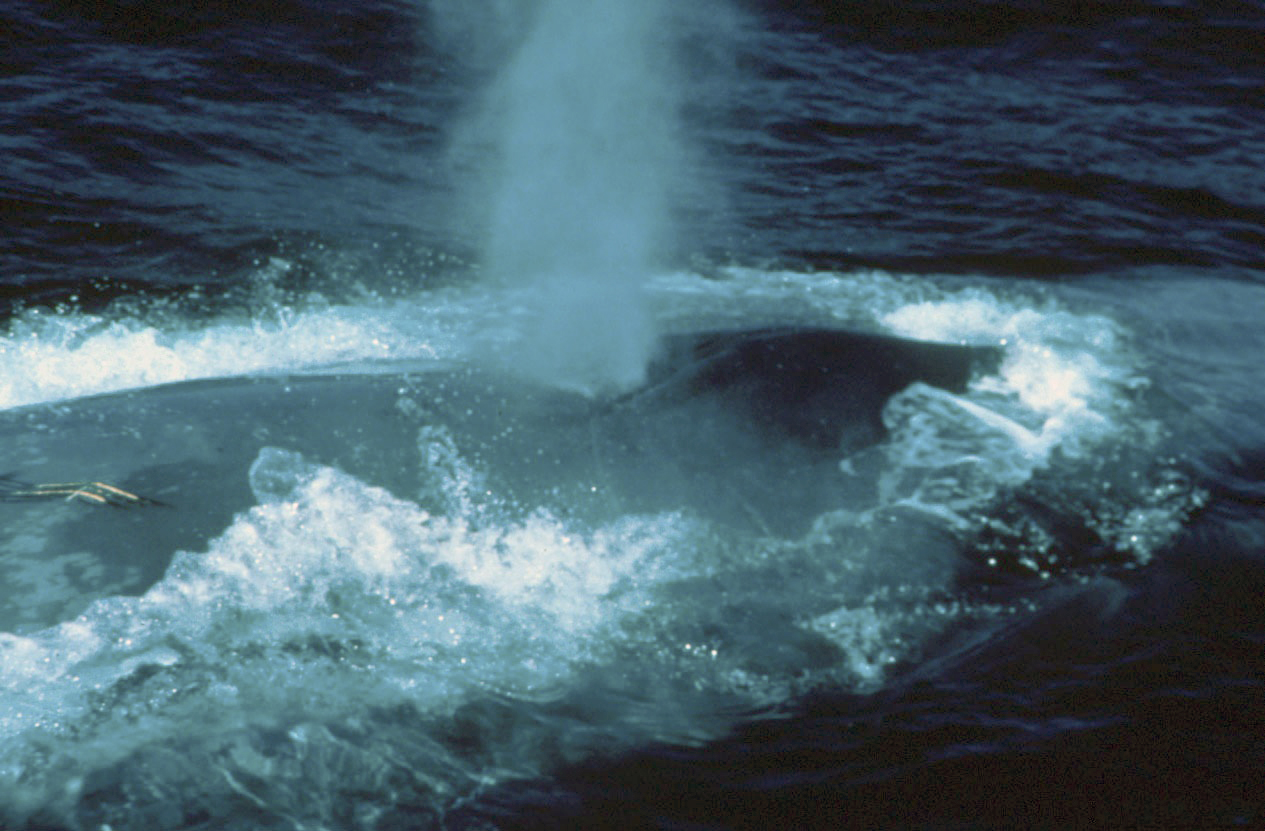
蓝鲸呼吸時产生的水柱

蓝鲸通常单独活动，但偶尔也观察到结伴行为。在食物充足时，可有多达50头蓝鲸聚集。蓝鲸群可能会一同长途迁徙至位于极地附近的夏天捕食点，然后在冬天到来时返回热带水域附近的繁殖点。蓝鲸似乎能够记住最佳捕食区域的位置。除定期迁徙外，有些蓝鲸也会全年在同一区域定居，或是群体中的部分成员，或其中特定性别、年龄成员迁徙。有些蓝鲸会在繁殖点附近捕食。蓝鲸的游动速度约为5-30km/h，短距離衝刺的速度可以達到50km/h，通常發生在和其他鯨魚互动時。當牠們哺乳的時候，速度會降到5km/h。
有标记的蓝鲸最大潜水深度达到315米。理论最大潜水时间约31.2分钟，不过有记录的最久时间为15.2分钟。经确认的蓝鲸最大潜水深度达510米。在深水中，蓝鲸的心跳可下降至2次每分钟，重新返回水面后心跳速度恢复至37次每分钟，接近其最高心跳速度。
藍鯨在自然界中唯一的天敵是虎鯨。研究報告顯示25％的成年藍鯨都有虎鯨攻擊留下的傷痕，但是攻擊造成的死亡率目前還沒有確切的資料。
藍鯨的擱淺事件非常少見，而且因為牠們的社會結構，所以從來沒有记录到藍鯨發生群體擱淺。但是當擱淺發生時，將會受到社會大眾的關注。1920年，一隻藍鯨在蘇格蘭外赫布裏底群島路易士島海灘擱淺，牠的頭部被捕鯨人射中，但魚叉卻沒有爆炸。和其他動物一樣，藍鯨凭借本能不惜一切代價堅持呼吸，擱淺可以讓牠不至於溺死。路易士島上兩根矗立在大道旁的藍鯨骨頭吸引了大量遊客。

### 繁殖

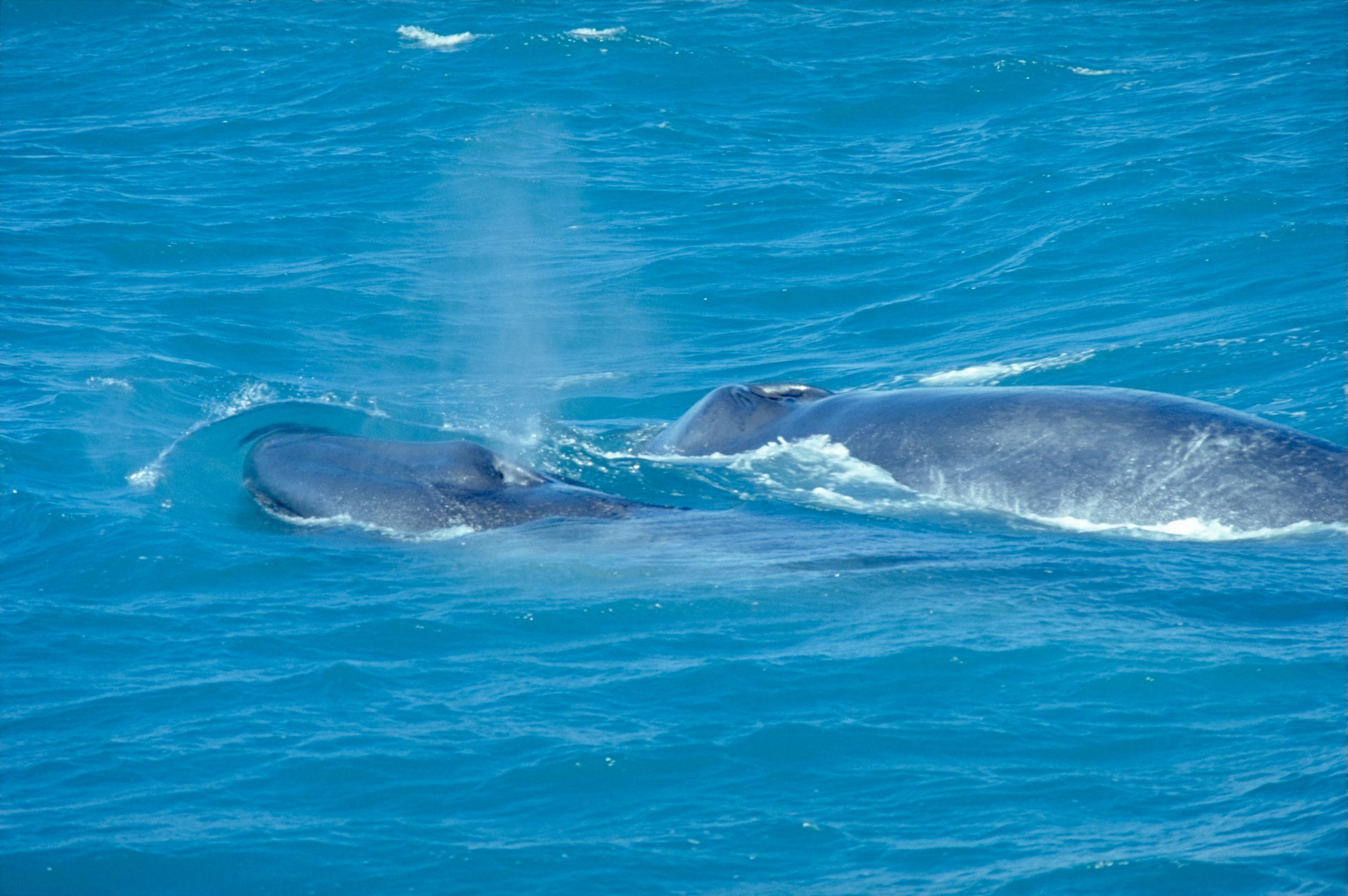
一頭未成年的藍鯨與雌鯨

蓝鲸在8-10岁时性成熟。北半球雌性蓝鲸此时的体长为21-23米，雄性体长20-21米。南半球性成熟雌性蓝鲸体长23-24米，雄性22米。侏儒蓝鲸性成熟年龄是10岁，此时雌性体长21.0-21.7米，雄性体长18.7米。对于蓝鲸的交配、繁殖行为及分娩区域所知甚少。蓝鲸为一夫多妻制，雄性之间相互竞争，以取得与雌性的交配权。雄性蓝鲸会跟踪雌性，并会击退其它潜在的雄性竞争者。繁殖季节从晚秋持续至冬末。
怀孕的雌性蓝鲸每天进食相当于体重4%的食物，在整个夏季觅食期获得60%的体重。孕期约10-12个月，刚出生的幼鲸体长6-7米，体重2-3吨。估计幼鲸需要每2-4千克母乳中获得1千克体重，雌性蓝鲸每天可产生220千克母乳。2016年，在新西兰附近海域首次拍摄到了蓝鲸哺育幼鲸的影像。幼鲸在6-8个月时断奶，此时的体长为16米。它们在哺乳期获得17吨体重。蓝鲸生育间隔为2到3年，侏儒蓝鲸的平均生育间隔为2.6年。

### 捕食

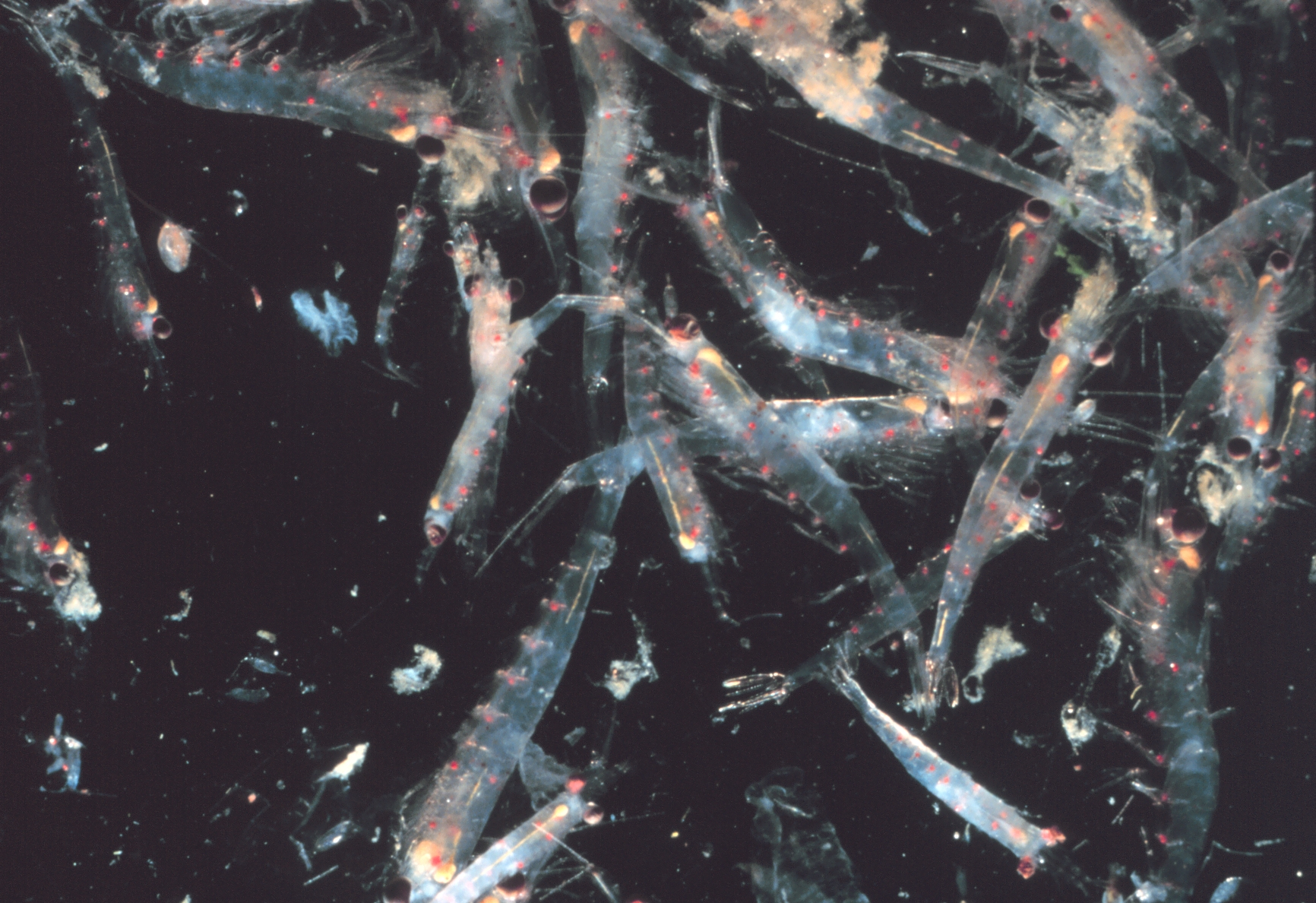
蓝鲸主要以磷蝦为食

藍鯨幾乎只捕食磷蝦。它们使用衝刺進食，张嘴可达80°，并以高速游向食物。捕食时它们可一次吞下220吨海水。蓝鲸借助其腹腔和舌头的压力，由鲸须板将这些海水排出，然后吞下剩余的磷蝦。當藍鯨捕食磷蝦時，偶爾也會吞進小型魚類、甲殼類與烏賊。有记录蓝鲸在衝刺進食时进行了180°转弯，这允许它们调整位置，找到猎物密度最高的位置。
为最大化能量摄入，蓝鲸在捕食磷虾群时会选择密度最大的虾群发起冲击。这使它们在日常能量消耗外仍保留有足够的额外能量用于迁徙与繁殖。磷虾密度需要达到100只/m³，蓝鲸的能量收入才可高于消耗。一次进食可摄取34,776–1,912,680千焦（8,312–457,141卡路里）的能量，这些能量最多可供蓝鲸进行240次衝刺進食动作。估计一只平均体型蓝鲸每天需要进食1,120 ± 359千克磷虾。有時候牠們一天會捕食5,000千克的磷蝦。
蓝鲸通常会避免与其它须鲸的直接竞争。不同鲸鱼会选择不同的捕食场地、时间和猎物。南冰洋的不同须鲸捕食不同大小的南极磷虾，这或许可以减少它们之间的竞争。

### 發聲
蓝鲸可发出所有动物中最响亮、频率最低的声音，并且它们的内耳也十分适应探测低频声音。研究者通過距離藍鯨1米參考壓力一毫帕的測量，估計藍鯨的聲音在源頭處可以達到155-188分貝。蓝鲸的基础发声频率为8-25赫兹，鲸歌因族群不同而有差异。
蓝鲸东北大西洋族群的发声有较为详细的研究。它们的声音被总结为四个音符：脉冲声（A）、音调声（B）、紧接在B后的上扬声（C），以及下降音（D）。A和B通常在蓝鲸相互交流时重复发出，并且只有雄性蓝鲸才会使用这两个声音，这或许表明它们与交配活动相关。D音或许有多种不同功用，两种性别蓝鲸在捕食时的交互中都可发出D音，雄性与其它个体竞争时也会发出D音。
曾有记录在斯里兰卡海域的蓝鲸创作的三节鲸歌。首节是频率为19.8-43.5赫兹的脉冲声，通常持续17.9 ± 5.2秒。第二节频率为55.9-72.4赫兹调频，持续时间13.8 ± 1.1秒。末节频率108-104.7赫兹，时长28.5 ± 1.6秒。在马达加斯加有记录到2节鲸歌，首节为5-7次中心频率为35.1 ± 0.7赫兹，持续4.4 ± 0.5秒，第二节35 ± 0赫兹持续10.9 ± 1.1秒。记录到南冰洋蓝鲸产生的18秒鲸歌，先是9秒时长，27赫兹叫声，然后是1秒钟至19赫兹的降调，随后降调至18赫兹。其它叫声还包括1-4秒时长，频率为80和38赫兹调频。
有证据表明蓝鲸的叫声频率正随时间下降。自1960年代至21世纪初，蓝鲸东北太平洋族群的叫声频率下降了31%。从2002年起，生活在南极附近的侏儒蓝鲸叫声频率逐年下降十分之几赫兹。其中原因可能是由于蓝鲸族群数量的恢复，性选择压力逐渐升高（频率更低的叫声意味着更大的体型）。
科学家曾提出了以下六種可能的蓝鲸发声原因：保持個體間的距離；同類和個體識別；環境資訊傳遞（例如覓食，警告，求偶）；保持群體聯繫（例如雌性和雄性間的交流）；地貌特徵定位；食物定位。

### 捕食者和寄生者
虎鲸是蓝鲸的唯一自然捕食者，不过蓝鲸受其攻击的几率仍未有研究。摄像资料显示，生活在在加利福尼亚湾的蓝鲸中很大一部分都有耙状伤疤，很可能是受虎鲸攻击后留下的。在澳洲东南海域拍摄的蓝鲸相片中有3.7%观察到了耙状伤疤，而在澳洲西部海域拍摄的侏儒蓝鲸相片中，有42.1%的个体带有耙状伤疤。很少有记录到虎鲸攻击蓝鲸的场景。首次直接观察到的攻击事件发生在澳洲东南海域，当时一头雌性蓝鲸与其幼崽被虎鲸追逐，不得不高速游动。首次被记录的攻击事件发生在1977年的下加利福尼亞半島西南海域，最终受伤的蓝鲸在5小时后逃脱。在1982至2003年间，有更多的虎鲸群追逐蓝鲸事件被记录。2003年9月在东部热带太平洋，人们首次记录了虎鲸食用蓝鲸的场景，当时虎鲸在吃一只最近死去的幼年蓝鲸。2014年，一位观鲸船船员记录了在蒙特雷湾，蓝鲸被一群虎鲨骚扰的场景。蓝鲸自我防御的方式是拍打其尾巴。类似的时间于2017年发生在同一地点，并被一架无人机记录了下来。对虎鲸捕食蓝鲸的直接观察发生在澳大利亚西部海域，在2019年观察到两次，2021年一次。首次的被捕食蓝鲸体长约18-22米。
在南极附近海域活动时，蓝鲸的身体会沾上硅藻（卵形藻属的 Cocconeis ceticola 和舟形藻屬），在进入温暖水域时，这些硅藻通常会脱落。其它体表寄生生物还包括藤壶，例如 Coronula diadema、Coronula reginae  和 Cryptolepas rhachianecti。藤壶深扎在蓝鲸的皮肤上，以致其被移除后仍会在皮肤上留下小坑。鲸虱生活在蓝鲸表皮缝隙，对蓝鲸基本无害。桡足类动物 Pennella balaenopterae 会钻入附着在鲸脂上，并以此为食。蓝鲸肠道中的寄生虫包括吸虫属下的 Ogmogaster 和 Lecithodesmus、绦虫属下的 Priapocephalus、Phyllobotrium、Tetrabothrius、Diphyllobotrium 和 Diplogonoporus ，以及棘头虫属下的 Bolbosoma。北大西洋蓝鲸也被原生动物寄生，例如内阿米巴虫、梨形鞭毛蟲和小袋虫。

## 威胁与保护
美国的《1973年濒危物种法案》正式将蓝鲸认定为濒危物种，并将其列入了国际自然保护联盟红色名录。同时蓝鲸也被列入在《濒危野生动植物种国际贸易公约》和《保护野生动物迁徙物种公约》中。不过，部分蓝鲸亚种（例如侏儒蓝鲸B. m. brevicauda）的具体种群数目仍未有完全了解，而另一些亚种（例如南极蓝鲸B. m. intermedia）则为极危物种。

### 捕鲸

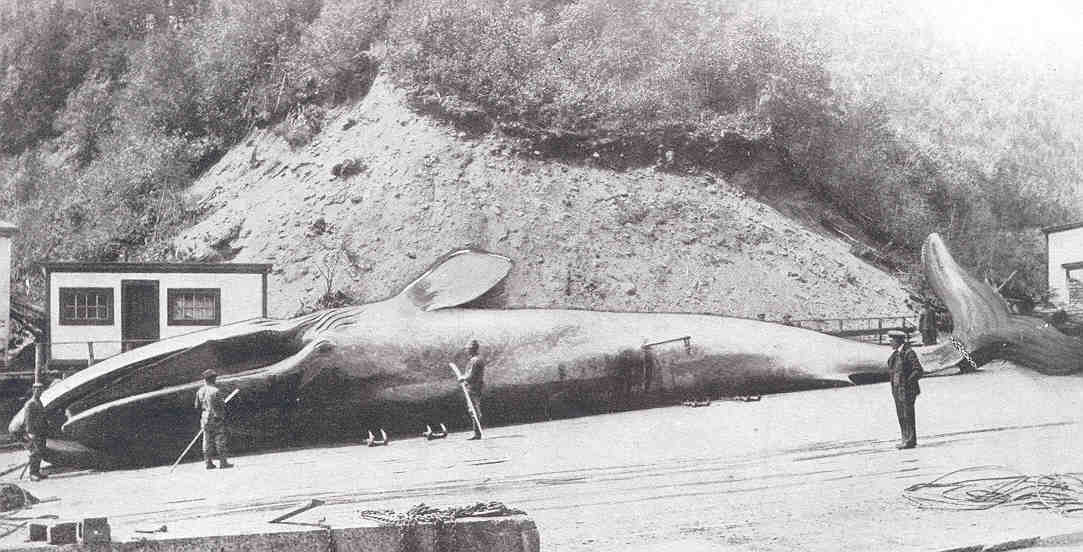
被捕杀的蓝鲸

因為商業捕鯨業的發展，藍鯨的數量快速下降

起初人类难以狩猎蓝鲸，因为其体型巨大，游速过快。但到19世纪中叶，人们发明了弹射鱼叉，这为捕鲸提供了便利。捕鲸活动在1931-1932年达到了高峰，当时有30,000头蓝鲸遭捕杀。南极附近的蓝鲸尤其受捕鲸活动的影响，据估计在20世纪上半叶当地有350,000–360,000头蓝鲸遭捕杀。此外，冰岛附近海域也有11,000头北大西洋蓝鲸以及9,500头北太平洋蓝鲸被捕杀。1966年。国际捕鲸委员会禁止了一切捕杀蓝鲸的活动，并在全球范围内保护蓝鲸。不过直到1970年代，苏联仍在捕杀蓝鲸。

### 船舶撞击

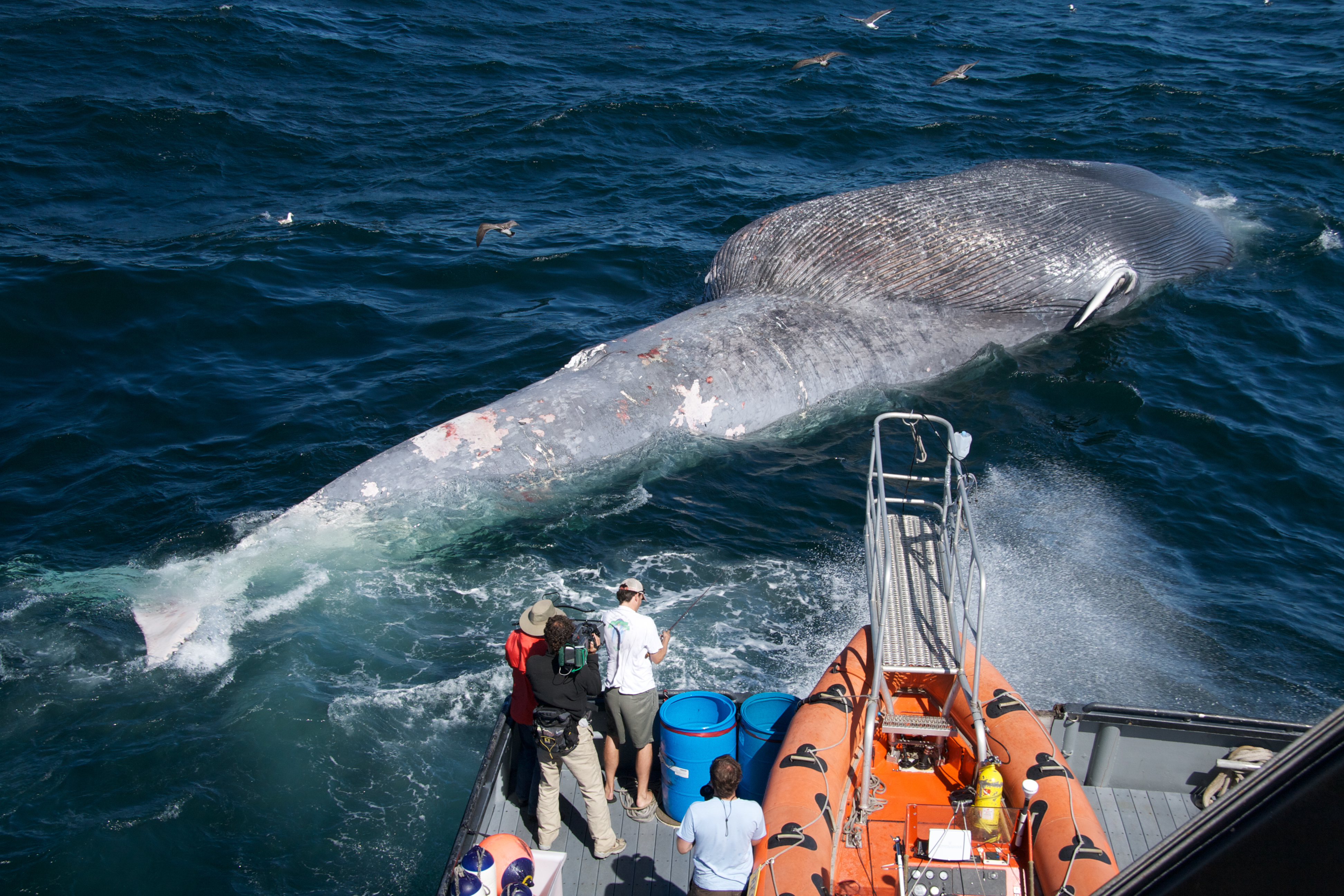
因船舶撞击而死亡的蓝鲸

如今，船舶撞击是威胁蓝鲸生存的重要因素，此状况在美国西海岸尤为严重。从1998至2019年，在美国西海岸有17头蓝鲸因船舶撞击事故死亡。根据《海洋哺乳动物保护法案》，2007年加利福尼亚州海域的5头蓝鲸死亡被认为是不寻常死亡事件。斯里兰卡附近海域也常发生致命的船舶撞击事故，因为繁忙的商船航线与蓝鲸栖息地在此交汇。2010和2012的船舶撞击导致11头蓝鲸死亡，而2014年的船舶撞击导致至少2头蓝鲸死亡。2010年代发生在智利南部海域的船舶撞击被认为造成了2头蓝鲸死亡。降低船舶撞击蓝鲸的方法是建立更好的蓝鲸分布模型、改变部分航线、降低船速、季节性动态管理航线。

### 商业捕鱼干扰
偶尔有记录到蓝鲸受商业捕鱼设施缠绕的案例，最早的事件于2015年发生在加利福尼亚海域，当时报告说蓝鲸遭到了深水捕鱼陷阱的干扰。2016年发生了另外3起捕鱼设施缠绕蓝鲸事件。在斯里兰卡，有一头蓝鲸被记录其嘴里和身体一侧被渔网缠绕，尾部受伤。

### 海洋噪音污染
日益增多的人为水下噪音也对蓝鲸的生活造成了影响。蓝鲸可能暴露于商船行驶、地震勘测、油气开采活动附带的噪音中。南加州湾蓝鲸受到中频有源（英語：mid-frequency active, MFA）声呐的影响而减少了叫声交流。研究发现MFA可对蓝鲸深水捕食造成干扰，但对浅水活动无影响。这些影响程度也取决于蓝鲸受干扰时的活动状态、与声源水平距离以及捕食难度。

### 化学污染

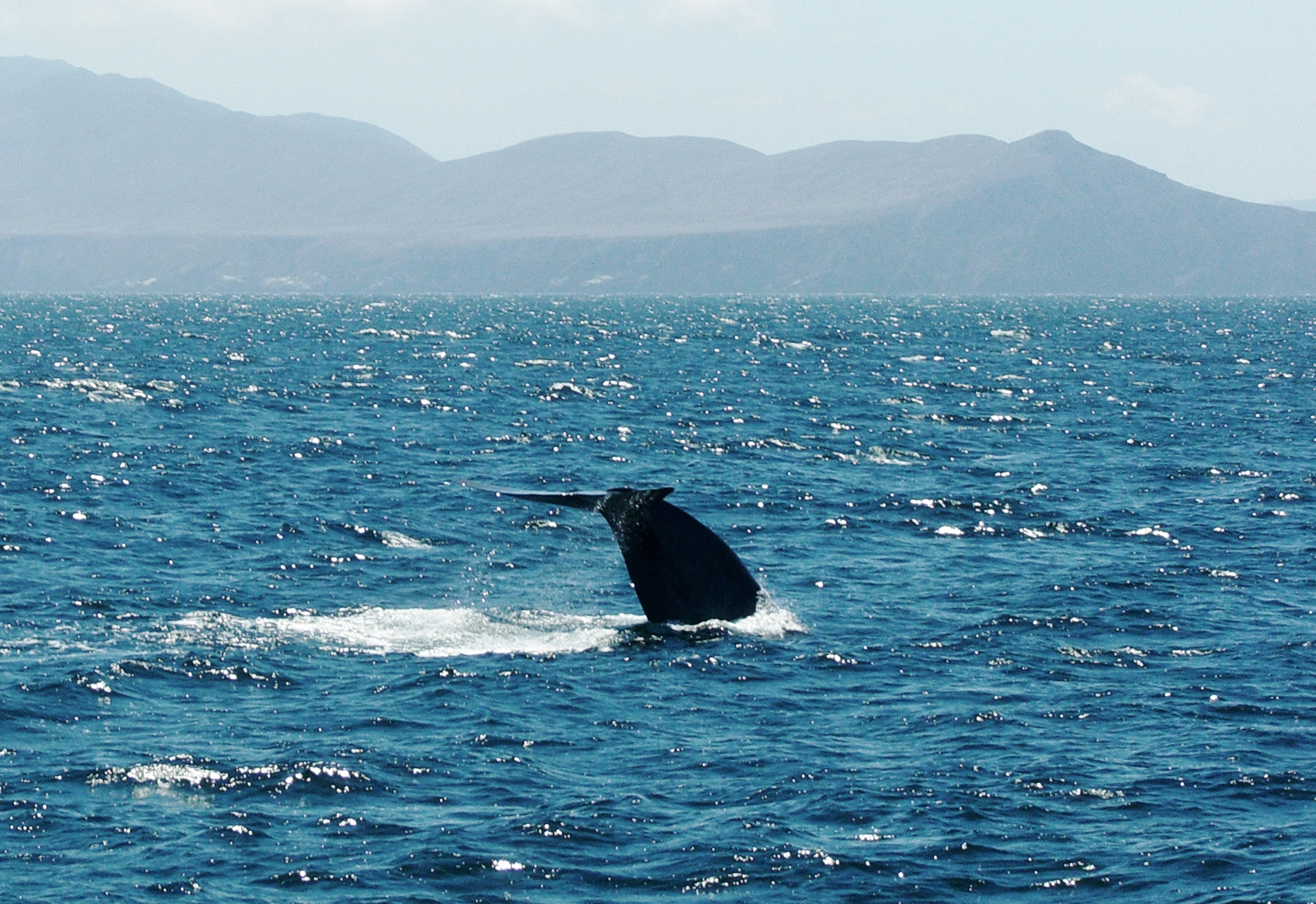
一隻露出尾鰭的藍鯨，位於美國加州海峽群島附近海域

人类排放的污染物对蓝鲸的影响还不明确。蓝鲸的食物链位置较低，因此化学物质的生物累积影响较小。根据对一头因船舶撞击死亡的雄性蓝鲸的耳垢的成分分析，其中检测到了杀虫剂、阻燃剂和水银。对于持久性有机污染物（POP）的重建表明，母亲体内的化学污染物会随妊娠或母乳传递至幼鲸。科学家在加拿大圣劳伦斯湾的雄性蓝鲸体内检测到了高浓度的多氯聯二苯（PCB）、双对氯苯基三氯乙烷（DDT），以及代谢产物和部分与雌性相关的有机氯化合物，这显示出持久性有机污染物会从母亲蓝鲸转移至其后代。

### 气候变化
全球暖化導致了冰川與永久凍土層快速融化，並導致大量的淡水注入海中。一旦流入海中的淡水量超過臨界點，或將會導致溫鹽環流瓦解。考量到藍鯨根據海水溫度的遷移模式，環流瓦解將導致溫暖與寒冷的海水環繞全球，這可能會對藍鯨的遷徙造成影響。藍鯨夏季時處在寒冷、高緯度的海域，因為這裡擁有豐富的食物；而冬季時則位於溫暖、低緯度的海域，在這裡牠們可以交配與生產。
海洋溫度的改變也會影響藍鯨的食物來源，暖化趨勢也會減少鹽分的分布，這將會對的分布與密度造成重大的影響。

## 流行文化

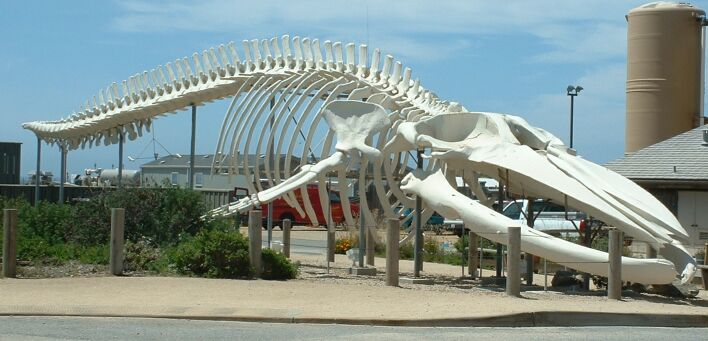
位於加利福尼亞大學聖塔克魯茲分校海洋實驗室外的藍鯨骨架模型。

- 倫敦自然史博物館分別保存了一具著名的藍鯨骨架以及一具與蓝鲸真實大小相同的模型[184]，两具都是全球首見的，不過加利福尼亞大學聖克魯茲分校後來也仿照這種方法展出。[185]美國自然史博物館的海洋生物廳中也展示了一具藍鯨真實大小的模型。[186]
- 藍鯨曾在1967年電影《怪醫杜立德（英语：Doctor Dolittle (1967 film)）》中出現，並作為巨大體積與力量的象徵，在劇中牠可以移動一個島。
- 歌手史蒂夫·华林（法语：Steve Waring）曾于1973年创作一首儿童歌曲《蓝鲸》。[187]里奥·费雷（英语：Léo Ferré）在1983年专辑《穷人的歌剧（英语：L'Opéra du pauvre）》中也有同名歌曲，其内容为一头蓝鲸对人类的讽刺独白。[188]
- 彼埃尔·布勒1983年作品《福兰克鲸鱼（法语：La Baleine des Malouines）》的主角是一头绰号玛格阿姨的雌性蓝鲸。

## 延伸阅读

### 书籍
- Randall R. Reeves, Brent S. Stewart, Phillip J. Clapham and James A. Powell (2002). National Audubon Society Guide to Marine Mammals of the World. Alfred A. Knopf, Inc. ISBN 978-0-375-41141-0. pp. 89–93.
- J. Calambokidis and G. Steiger (1998). Blue Whales. Voyageur Press. ISBN 978-0-89658-338-2.
- Bortolotti, Dan. . 由龐, 元媛翻译. 貓頭鷹出版. 2010. ISBN 9789861202914.
- Honeyborne, James; Brownlow, Mark. . 由林, 潔盈翻译. 好讀出版. 2018. ISBN 9789861784618.

### 网页
- . American Cetacean Society.   [2005-01-07]. （原始内容存档于2007-07-11）.
- . MarineBio.org.   [2006-04-21]. （原始内容存档于2012-01-23）.
- U.S. Fish & Wildlife Service Species Profile

## 外部連結
- 智利鯨類保護中心
- 科學尋求侏儒藍鯨的線索 （页面存档备份，存于）
- 海洋自然歷史攝影師邁克·詹森的藍鯨照片 （页面存档备份，存于）
- 美國鯨類協會藍鯨情況說明書
- 來自EnchantedLearning.com的藍鯨信息 （页面存档备份，存于）
- 來自OceanLight.com的有關藍鯨的照片 （页面存档备份，存于）
- 在OBIS-SEAMAP:海洋哺乳動物，鳥類和龜鱉 （页面存档备份，存于）的 藍鯨物種簡述 （页面存档备份，存于）
- MarineBio:藍鯨 Archived 2012-01-23 at WebCite
- ARKive中藍鯨的影片與照片
- 新貝爾德福博物館中藍鯨的照片*of "Kobo", a Blue Whale skeleton
- Blue Whale vocalizations - 康乃爾大學生物學研究
- 藍鯨的活動影片 （页面存档备份，存于）